# イワタニ・プリムス
イワタニ・プリムス株式会社（Iwatani-Primus ）は、燃焼器具をはじめアウトドア・キャンプ用品の製造販売・輸出入を行う企業で岩谷産業のグループ会社である。1985年にポータブルストーブのメーカーとして著名であったスウェーデンのプリムスと岩谷産業がジョイントベンチャー会社として設立。
プリムスは1892年にスウェーデンで生まれたパラフィンストーブの商標で、ラテン語で「第1位」、「首位」を意味しており、以来多くの冒険家に愛用されたため、1970年代に発行されたキャンプや登山の手引書ではストーブをそのまま「プリムス」と記述している物もある程である。
イワタニ・プリムスでは、プリムス、トランギアの燃焼器具、アウトドア調理関連用具の他、ドイツ・ドイター社のバックパック、ローバー社の登山靴など、世界の一流ブランドの登山・アウトドアギアを幅広く取り扱っている。

## 概要
- 企業名 イワタニ・プリムス株式会社
- 沿革 1985年設立
- 本社所在地 東京都中央区日本橋大伝馬町14-17
- 2023/9/13　東京都中央区八丁堀から日本橋大伝馬町に移転

## 主な取扱ブランド・商品

### プリムス
- 1892年に誕生したスウェーデンの登山、キャンプ用のガス器具ブランド。伝統の2243ストーブは30年以上にわたって基本デザインが変わらず販売されている。
- ベストセラー商品、P-153は軽量、コンパクト、高出力で多くの登山家に愛用されている。

### トランギア
- スウェーデンの北部の村、トロングスヴィーケンで生まれたアルミ製コッヘル、アルコールバーナーのメーカー。アルコールバーナーの火力を最大限に高めるストームクッカー、熱伝導率が高く米がおいしく炊けるメスティンなど、オリジナリティあふれる商品が多い。

### ドイター
- ドイツの伝統あるバックパックブランド。1898年にドイツ・アウクスブルクで創業。1930年代からバックパックの背面通気性の向上に着目し、発汗を減らすことを追求。背面にメッシュパネルを張り、背中とバックパックが密着しないシステム「ドイター・エアコンフォート」は1984年に特許を取得。現在の多くのメーカーの高機能ハイキングパックのモデルとなっている。
- 2009年、2018年、2020年、2024年にピオレドール賞を受賞した登山家・山岳カメラマンの平出和也をはじめ、ピオレドール3回受賞の中島健郎も愛用。このほか、三戸呂拓也など一流の登山家、国際山岳ガイド北村俊之などが長年愛用している。

### ローバー
- ドイツ・バイエルン地方にあるイェッツェンドルフで創業した登山靴メーカー。「品質」、「フィット」、「技術革新」をテーマに多くの登山靴を世に送り出している。登山アスリートとのコラボレーションにより、フィット感が高く堅牢な靴をつくりだしている。

### ラーケン
- スペイン・ムルシア地方にあるアルミ水筒メーカー。大切な水を運ぶには軽くて丈夫なアルミが最適ということに早くから着目し、引き抜き一体成型のアルミボトルを生産している。

### ソース
- ハイドレーションシステムを製造する専門メーカー。登山中でも飲みたいときにすぐに水を口にすることができるチューブストローを接続したブラッダーをバックパックに入れて使用するシステムを構築。同社では行動中に喉が渇く前に少しずつすする（sip）ように水を摂取することで効果的に活動ができるとしている。